# Copa de Competencia Jockey Club 1909
La Copa de Competencia Jockey Club 1909 fue la tercera edición de esta competencia. Originalmente fue la sección argentina de la Cup Tie Competition; sin embargo, más adelante se la contabilizó como parte de la Copa de Competencia que había iniciado en 1913.
El ganador fue Alumni Athletic Club por tercera vez consecutiva, venciendo en la final a Newell's Old Boys por 5 a 1, accediendo así a la Tie Cup.

## Sistema de disputa
Se jugó por eliminación directa a partido único. En caso de empate se disputó un nuevo encuentro.

## Equipos
| Equipo                 | Ciudad          |
| ---------------------- | --------------- |
| Alumni                 | Buenos Aires    |
| Argentino de Quilmes   | Quilmes         |
| Belgrano               | Buenos Aires    |
| Estudiantes            | Buenos Aires    |
| Lomas                  | Lomas de Zamora |
| Newell's Old Boys      | Rosario         |
| Porteño                | Buenos Aires    |
| Provincial             | Rosario         |
| Quilmes                | Quilmes         |
| River Plate            | Buenos Aires    |
| Rosario                | Rosario         |
| Rosario Central        | Rosario         |
| San Isidro             | San Isidro      |
| Tiro Federal Argentino | Rosario         |

## Fase preliminar
| 23 de mayo | Rosario Central | 8:1 | Tiro Federal Argentino | Estadio de Villa Sanguinetti, Rosario |  |

| 25 de mayo | Alumni | 4:0 | Provincial | Cancha de Banco de la Nación Argentina, Buenos Aires |  |

| 25 de mayo                                        | Argentino de Quilmes | vs. | Rosario | Estadio de Argentino de Quilmes, Quilmes |  |
| Rosario no se presentó y Quilmes ganó los puntos. |                      |     |         |                                          |  |

| 25 de mayo | Estudiantes | 18:0 (5:0) | Lomas                                                                       | Cancha de Estudiantes, Buenos Aires |                      |
|            | Giacomelli · Lennie · Mac Carthy · Videla · Longhi · Rinaldini · J. Susan · Caminal · M. Susan · Luperne · Rojo · J. Susan 5', 42', 66', 70' · M. Susan 10', 44', 48', 48', 49', 55', 60', 65', 71', 83', 86' · Luperne 12' · Mc Carthy 69' | Reporte    | C. Brown Lewis Robinson Gladwin Pyle J. Brown Haine R. Weiss V. Weiss Young | Árbitro(s): Buchanan                | Árbitro(s): Buchanan |

| 25 de mayo | Quilmes | 1:3 (0:1) | River Plate | Estadio de Quilmes, Quilmes |                         |
|            | Cobas · Lloyd · Barbieri · Goodfellow · Murray · Buckley · Pearson · Morgan · Cunningham · Jones · Bell · Chiappe 52' (a.g.) | Reporte   | Luraschi · Abaca Gómez · Chiappe · Chagneaud · Morroni · Gómez · Fernández · Diggs · Rodríguez · Sayannes · García · 27' Diggs · 58' Rodríguez · 68' Sayanes | Árbitro(s): Butterfield     | Árbitro(s): Butterfield |

| 25 de mayo | Newell's Old Boys | 3:3 (t. s.) | Belgrano | Cancha de Newell's Old Boys, Rosario |  |

### Desempate
| 27 de junio | Belgrano | 2:5 | Newell's Old Boys | Cancha de Belgrano, Buenos Aires |  |

## Fase final
En cada llave se muestra el resultado global.
|  | Cuartos de final     | Cuartos de final |                   |             | Semifinales | Semifinales |  |        | Final | Final |  |
|  |                      |                  |                   |             |             |             |  |        |       |       |  |
|  |                      |                  |                   |             |             |             |  |        |       |       |  |
|  | San Isidro           | 1                |                   |             |             |             |  |        |       |       |  |
|  | San Isidro           | 1                |                   |             |             |             |  |        |       |       |  |
|  | Porteño              | 0                |                   |             |             |             |  |        |       |       |  |
|  | Porteño              | 0                |                   | San Isidro  | 2           |             |  |        |       |       |  |
|  |                      |                  |                   | San Isidro  | 2           |             |  |        |       |       |  |
|  |                      |                  | Alumni            | 3           |             |             |  |        |       |       |  |
|  | Alumni               | 3                | Alumni            | 3           |             |             |  |        |       |       |  |
|  | Alumni               | 3                |                   |             |             |             |  |        |       |       |  |
|  | Rosario Central      | 1                |                   |             |             |             |  |        |       |       |  |
|  | Rosario Central      | 1                |                   |             |             |             |  | Alumni | 5     |       |  |
|  |                      |                  |                   |             |             |             |  | Alumni | 5     |       |  |
|  |                      |                  | Newell's Old Boys | 1           |             |             |  |        |       |       |  |
|  | Estudiantes          | 2                | Newell's Old Boys | 1           |             |             |  |        |       |       |  |
|  | Estudiantes          | 2                |                   |             |             |             |  |        |       |       |  |
|  | Argentino de Quilmes | 1                |                   |             |             |             |  |        |       |       |  |
|  | Argentino de Quilmes | 1                |                   | Estudiantes | 1           |             |  |        |       |       |  |
|  |                      |                  |                   | Estudiantes | 1           |             |  |        |       |       |  |
|  |                      |                  | Newell's Old Boys | 2           |             |             |  |        |       |       |  |
|  | River Plate          | 4                | Newell's Old Boys | 2           |             |             |  |        |       |       |  |
|  | River Plate          | 4                |                   |             |             |             |  |        |       |       |  |
|  | Newell's Old Boys    | 7                |                   |             |             |             |  |        |       |       |  |
|  | Newell's Old Boys    | 7                |                   |             |             |             |  |        |       |       |  |
|  |                      |                  |                   |             |             |             |  |        |       |       |  |

### Final
| 22 de agosto | Alumni | 5:1 | Newell's Old Boys | Cancha de Banco de la Nación Argentina, Buenos Aires |  |

|                            |
|                            |
| Campeón Alumni 3.er título |

## Estadísticas
| Pos. | Equipo                 | Pts. | J | G | E | P | GF | GC | DG  | Ef.    |
| ---- | ---------------------- | ---- | - | - | - | - | -- | -- | --- | ------ |
| 1.°  | Alumni                 | 8    | 4 | 4 | 0 | 0 | 15 | 4  | 11  | 100%   |
| 2.°  | Newell's Old Boys      | 9    | 7 | 3 | 3 | 1 | 18 | 15 | 3   | 64,29% |
| 3.°  | Estudiantes            | 4    | 3 | 2 | 0 | 1 | 21 | 3  | 18  | 66,67% |
| 4.°  | San Isidro             | 2    | 2 | 1 | 0 | 1 | 3  | 3  | 0   | 50%    |
| 5.°  | River Plate            | 4    | 4 | 1 | 2 | 1 | 7  | 8  | -1  | 33,33% |
| 6.°  | Rosario Central        | 2    | 2 | 1 | 0 | 1 | 9  | 4  | 5   | 50%    |
| 7.°  | Argentino de Quilmes   | 2    | 2 | 1 | 0 | 1 | 1  | 2  | -1  | 50%    |
| 8.°  | Porteño                | 0    | 1 | 0 | 0 | 1 | 0  | 1  | -1  | 0%     |
| 9.°  | Belgrano               | 1    | 2 | 0 | 1 | 1 | 5  | 8  | -3  | 25%    |
| 10.° | Rosario                | 0    | 1 | 0 | 0 | 1 | —  | —  | —   | 0%     |
| 11.° | Quilmes                | 0    | 1 | 0 | 0 | 1 | 1  | 3  | -2  | 0%     |
| 12.° | Provincial             | 0    | 1 | 0 | 0 | 1 | 0  | 4  | -4  | 0%     |
| 13.° | Tiro Federal Argentino | 0    | 1 | 0 | 0 | 1 | 1  | 8  | -7  | 0%     |
| 14.° | Lomas                  | 0    | 1 | 0 | 0 | 1 | 0  | 18 | -18 | 0%     |